# 759

## Eventos
- Abderramão ibne Uqueba Emir muçulmano e governante de Narbona.
- Os francos tomam Narbona dos árabes, expulsando-os por completo do sul da França.
- Inicio do 2.º governo de Milão de Narbona, governante da cidade de Narbona, que vai terminar em 790.